# Бойматов, Камолиддин Хамроевич
Камолитдин Хамраевич (Камолиддин Хамроевич) Бойматов (1950—2006) — таджикский математик, академик Академии наук Республики Таджикистан (2001).

## Биография
Родился 24 июня 1950 г. в кишлаке Домбра Восейского района Кулябской области Таджикской ССР.
Окончил Душанбинскую школу-интернат с математическим уклоном (1966), механико-математический факультет МГУ им. М. В. Ломоносова (1971) и его аспирантуру, в 1974 г. защитил кандидатскую диссертацию «О спектре эллиптического оператора».
С 1974 г. до последних дней жизни работал в Институте математики АН Республики Таджикистан.
В 1977 −1979 гг. проходил стажировку на механико-математическом факультете МГУ, где в 1982 г. защитил докторскую диссертацию «Спектральные асимптотики дифференциальных операторов и теоремы разделимости».
Зам. директора института (1981—1986), зав. отделом функционального анализа (1986—2006).
Доктор физико-математических наук (1982) профессор (1991).
В 1993 г. избран членом-корреспондентом, а в 2001 г. — академиком АН Республики Таджикистан.
Научные интересы: спектральная теория дифференциальных и псевдодифференциальных операторов, многомерная теория систем составного типа и теория разрешимости сингулярных интегральных операторов.
Лауреат премии ЛКСМ Таджикистана (1976).
Список статей на русском языке: http://www.mathnet.ru/rus/person18583
Умер в Душанбе 4 февраля 2006 года.